# Озерпах
Озерпа́х (рос. Озерпах) — селище у складі Ніколаєвського району Хабаровського краю, Росія. Адміністративний центр Озерпахського сільського поселення.

## Населення
Населення — 235 осіб (2010; 330 у 2002).
Національний склад (станом на 2002 рік):
- росіяни — 87 %